# 헤르기스빌
헤르기스빌(Hergiswil)은 스위스 니트발덴주의 주의 지자체이다.

## 역사
헤르기스빌은 1303-09년경에 체 헤르겐즈빌레(ze Hergenswile)로 처음 언급되었다.

## 지리
헤르기스빌의 면적은 2006년 기준으로 14.2k㎡이다. 이 면적 중 29.3%는 농업용으로 사용되며 44.4%는 산림이다. 나머지 토지 중 9.7%는 정착지(건물 또는 도로)이고 나머지(16.6%)는 불모지(강, 빙하 또는 산)이다.
시정촌은 필라투스 산 기슭과 루체른 호수 사이에 위치해 있다.

## 인구통계
헤르기스빌의 인구(2020년 12월 31일 기준)는 5,863명이다. 2007년 현재 전체 인구의 14.5%가 외국인이다. 이전 10년 동안 인구는 11.5%의 비율로 증가했다. 대부분의 인구(2000년 기준)는 독일어(91.0%)를 사용하며 이탈리아어가 두 번째로 많이 사용(2.0%)하고 프랑스어가 세 번째(1.1%)이다.  2008년 기준으로 인구의 성별 분포는 남성 52.2%, 여성 47.8%였다.
2000년 기준으로 2,216가구 중 1,627가구(약 73.4%)가 1~2인 가구이다. 91가구(약 4.1%)는 5인 이상의 대가족이다.
2007년 연방 선거에서 가장 인기 있는 정당은 89.1%의 득표율을 기록한 FDP였다. 나머지 득표의 대부분은 지역의 소규모 우익 정당(9.3%)에게 돌아갔다.
헤르기스빌에서는 인구의 약 77.7%(25-64세)가 비필수 고등교육 또는 추가 고등교육(대학 또는 응용학문대학)을 완료했다.
헤르기스빌의 실업률은 1.24%이다. 2005년 기준으로 1차 경제 부문에 89명이 고용되어 있으며, 이 부문에 약 35개 기업이 관여하고 있다. 666명의 사람들이 2차 부문에 고용되어 있고, 이 부문에 72개의 기업이 있다. 2,091명이 3차 부문에 고용되어 있으며, 이 부문에는 382개의 기업이 있다.
역사적 인구는 다음 표에 나와 있다.
| 년ㄷ | 인구  |
| ---- | ----- |
| 1769 | 460   |
| 1850 | 804   |
| 1900 | 1,080 |
| 1950 | 2,904 |
| 1970 | 4,364 |
| 1990 | 4,625 |
| 2000 | 4,962 |
| 2005 | 5,396 |

## 교통
헤르기스빌은 브뤼닉선의 헤르기스빌역과 헤르기스빌 마트역과 연결된 루체른 -스탄스-엥겔베르크 선에서 운행된다. 루체른 S-반 서비스 S4와 S5는 결합되어 각 역에서 시간당 4편의 열차를 제공한다. 헤르기스빌역에서는 루체른과 인터라켄 사이, 루체른과 엥겔베르크 사이의 인터레기오 열차가 매시간 운행된다.

## 관광
헤르기스빌의 주요 명소는 오래된 성직자 집, 교회, 예배당 마리아 줌 구텐 랏(Maria zum guten Rat), 오래된 맨션 투미게르하우스(Thumigerhaus)와 박물관이 있는 유리 공방이다. 작업장은 1817년에 설립되어 한 번 불타버렸지만, 여전히 작동하고 있다.